# اسلام‌شناسی: درس‌های دانشگاه مشهد
اسلام‌شناسی: درس‌های دانشگاه مشهد نام کتابی از علی شریعتی بر پایه درس‌هایی است که در دانشگاه مشهد ارائه شده‌است. این کتاب، مجموعه آثار شماره ۳۰ در مجموعه‌آثار ۳۶جلدی شریعتی است.

## محتوا
- مقدمه: تاریخ اسلام به چه کار می‌آید
- کتاب اول: اسلام چیست؟
- کتاب دوم: محمد کیست؟
- کتاب سوم: سیره محمد
- کتاب چهارم: سیمای محمد